# New Wine Township
Die New Wine Township ist eine von 17 Townships im Dubuque County im Osten des US-amerikanischen Bundesstaates Iowa.

## Geografie

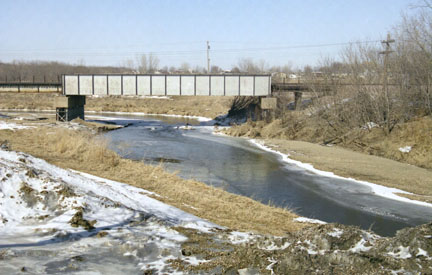
North Fork Maquoketa River in Dyersville

Die New Wine Township liegt im Osten von Iowa rund 45 km westlich von Dubuque, dem am Iowa von Wisconsin und Illinois trennenden Mississippi gelegenen Zentrum der Region.
Die New Wine Township liegt auf 42°31′11″ nördlicher Breite und 91°04′19″ westlicher Länge und erstreckt sich über 94,8 km². Die New Wine Township wird vom nördlichen Arm des Maquoketa River durchflossen.

Die New Wine Township grenzt innerhalb des Dubuque County im Norden an die Liberty Township, im Nordosten an die Concord Township, im Osten an die Iowa Township, im Südosten an die Taylor Township und im Süden an die Dodge Township. Im Westen grenzt die Township an das Delaware County.

## Verkehr
Durch die New Wine Township verläuft in der äußersten Südwestecke ein kleiner Abschnitt des zum Freeway ausgebauten U.S. Highway 20. Von Norden her führt der Iowa Highway 136 durch die gesamte Township. Daneben führen noch eine Reihe County Roads und zum Teil unbefestigte untergeordnete Straßen durch die New Wine Township.
In Ost-West-Richtung führt eine Eisenbahnstrecke der Canadian National Railway von Chicago über Dubuque nach Westen durch die New Wine Township.
Die nächstgelegene Flugplätze sind der rund 55 km südöstlich gelegene Dubuque Regional Airport und der rund 45 km südwestlich gelegene Monticello Regional Airport.

## Bevölkerung
Bei der Volkszählung im Jahr 2010 hatte die Township 4804 Einwohner. Innerhalb der New Wine Township gibt es neben Streubesiedlung zwei selbständige Gemeinden (die beide über den Status "City" verfügen):
- Dyersville1
- New Vienna

1 – teilweise in der Dodge Township und im Delaware County